# Charles Poswick
Pour les autres membres de la famille, voir Famille Poswick.
Le baron Charles Marie Jean Joseph Elvire Ghislain Poswick, né le 6 octobre 1924 à Limbourg et décédé le 28 juillet 1994 au château de Terlaemen (Zolder), est un militaire, homme d'affaires et homme politique belge.

## Biographie
Charles Poswick est le fils de Jules Poswick et de Marthe Roberti.
Poswick était docteur en droit, licencié en sciences politiques et en sciences commerciales et financières de l'UCL. Il sert comme officier dans l'armée.
Il est cofondateur de Puissant Baeyens Poswick & Co, devenue par la suite Puilaetco. Il fut également président du conseil d'administration de la Raffinerie Notre-Dame à Oreye, administrateur de Fortis-AG, associé de la société de bourse PUILAETCO et président d'honneur du groupe ITB (Imprégnation et Transformation des Bois).

## Fonctions et mandats
- Conseiller communal de Sauvenière (1958-1964), puis de Gembloux (1964-1994) ;
- Député à la Chambre des représentants de 1965 à 1991 ;
- Vice-président du Parti libéral de 1960 à 1966 et de 1968 à 1980 ;
- Ministre de la Défense nationale du 19 mars 1966 au 17 juin 1968, puis du 18 mai 1980 au 22 octobre 1980 ;
- Vice-président de la Chambre des représentants de 1976 à 1980 ;
- Président de la Commission de la Défense nationale ;
- Président du Conseil de la Communauté française de Belgique en 1984 ;
- Président du Conseil régional Wallon de 1985 à 1988.

## Distinctions
- Grand-croix de l'ordre de la Couronne
- Grand-croix de l'ordre de Léopold II
- Grand officier de l'ordre de Léopold
- Croix civique 1re classe 1940-1945
- Médaille du volontaire 1940-1945
- Croix des évadés 1940-1945
- Médaille du résistant civil
- Médaille commémorative de la guerre 1940-1945
- Grand-croix de l'ordre de Mérite du Grand-Duché de Luxembourg
- Grand-croix de l'ordre du Mérite camerounais
- Commandeur de la Légion d'honneur
- Commandeur de l'ordre Polonia Restituta
- Commandeur de l'ordre national du Rwanda,
- Officier de l'ordre de la Couronne de chêne
- Officier de l'Ordre du Mérite de la République italienne

## Sources
- Académie royale de Belgique, Nouvelle biographie nationale. Volume 7, 2003

- Ressource relative à plusieurs domaines :   - ODIS
- Notices dans des dictionnaires ou encyclopédies généralistes :   - Biographie nationale de Belgique
  - Dictionnaire des Wallons